# Flixster

Imagem ilustrativa

Flixster é uma rede social sobre cinema, permitindo aos usuários compartilhar avaliações de filmes, descobrir novos filmes, aprender mais sobre filmes, e conhecer outras pessoas que gostam de filmes. O site permite aos usuários ver trailers de filmes, bem como, aprender sobre os filmes novos e futuros na bilheteria.
A sede do site fica em San Francisco, Califórnia, e foi fundado por Joe Greenstein e Chari Saran em 2007.